# Vilar de Besteiros e Mosteiro de Fráguas
Vilar de Besteiros e Mosteiro de Fráguas (oficialmente: União das Freguesias de Vilar de Besteiros e Mosteiro de Fráguas) é uma freguesia portuguesa do município de Tondela, com 21,98 km² de área e 1345 habitantes (censo de 2021). A sua densidade populacional é 61,2 hab./km².

## História
Foi criada aquando da reorganização administrativa de 2012/2013, resultando da agregação das antigas freguesias de Vilar de Besteiros e Mosteiro de Fráguas.

## Demografia
A população registada nos censos foi:
| Distribuição da População por Grupos Etários | Distribuição da População por Grupos Etários | Distribuição da População por Grupos Etários | Distribuição da População por Grupos Etários | Distribuição da População por Grupos Etários | Distribuição da População por Grupos Etários |
| -------------------------------------------- | -------------------------------------------- | -------------------------------------------- | -------------------------------------------- | -------------------------------------------- | -------------------------------------------- |
| Antes da agregação                           |                                              |                                              |                                              |                                              |                                              |
| Ano                                          | 0-14 anos                                    | 15-24 anos                                   | 25-64 anos                                   | >= 65 anos                                   | Total                                        |
| 2001                                         | 216                                          | 200                                          | 788                                          | 348                                          | 1552                                         |
| 2011                                         | 192                                          | 133                                          | 741                                          | 417                                          | 1483                                         |
| Após a agregação                             |                                              |                                              |                                              |                                              |                                              |
| Ano                                          | 0-14 anos                                    | 15-24 anos                                   | 25-64 anos                                   | >= 65 anos                                   | Total                                        |
| 2021                                         | 138                                          | 137                                          | 624                                          | 446                                          | 1345                                         |